# Base de données des enzymes
Une base de données des enzymes est une base de données qui permet de rechercher une enzyme par son nom (nomenclature EC), sa classe, sa description ou encore sa composition afin de faciliter la recherche et la communication. 

## Bases de données
- BRENDA
- CAZy
- ExPASy
- ExplorEnz
- KEEG ENZYME Database
- MetaCyc
- IUBMB enzyme nomenclature

Recommandations du comité de nomenclature de l'Union internationale de biochimie et de biologie moléculaire (International Union of Biochemistry and Molecular Biology) sur la nomenclature et la classification des réactions catalysées par des enzymes.